# Гаральд Чудай
Гаральд Чудай (нім. Harald Czudaj, 14 лютого 1963, Вермсдорф, Саксонія) — німецький бобслеїст, пілот боба, виступав за збірні НДР та Німеччини. Тричі брав участь у зимових Олімпійських іграх в 1992, 1994 та 1998 роках. Олімпійський чемпіон Ліллігамера, володар Кубка світу, учасник і призер чемпіонатів світу.

На Олімпіаді в Турині був тренером жіночої збірної Голландії з бобслею.